# Jayne Mansfield's Car
Pour plus de détails, voir Fiche technique et Distribution.
Jayne Mansfield's Car est un film américain coécrit et réalisé par Billy Bob Thornton et sorti en 2012.

## Synopsis
Alabama, 1969. Les frères Caldwell, trois vétérans de la Seconde Guerre mondiale, vivent avec leur père Jim, ancien soldat de la Première Guerre mondiale. Cette famille américaine va alors entrer en contact avec une autre famille originaire de Londres.

## Fiche technique
- Titre original : Jayne Mansfield's Car
- Réalisation : Billy Bob Thornton
- Scénario : Tom Epperson et Billy Bob Thornton
- Musique : Owen Easterling Hatfield
- Photographie : Barry Markowitz
- Montage : Lauren Zuckerman
- Décors : Clark Hunter
- Costumes : Doug Hall
- Production : Geyer Kosinski et Alexander Rodnyansky
  - Producteurs délégués : Sergei Bespalov, James D. Brubaker, Mark C. Manuel et Robert Teitel
  - Producteur associé : Ivan Philippov
- Sociétés de production : AR Films, Aldamisa Entertainment et Media Talent Group
- Distribution : Anchor Bay Films (USA)
- Genre : drame, historique
- Durée : 122 minutes
- Pays de production :  États-Unis
- Format : couleur - 2.35:1 - son SDDS Dolby Digital
- Dates de sortie[2] :
  - Allemagne : 13 février 2012 (Berlinale 2012)
  - États-Unis : 13 septembre 2013

## Distribution
- Billy Bob Thornton : Skip Caldwell
- Robert Duvall : Jim Caldwell
- Kevin Bacon : Carroll Caldwell
- John Hurt : Kingsley Bedford
- Tippi Hedren : Naomi Caldwell
- Ray Stevenson : Phillip Bedford
- Robert Patrick : Jimbo
- Shawnee Smith : Vicky Caldwell
- Frances O'Connor : Camilla Bedford
- Katherine LaNasa : Donna
- Irma P. Hall : Dorothy
- John Patrick Amedori : Mickey Caldwell
- Ron White : Neil Barron

## Commentaire
Le titre du film fait référence à la célèbre actrice Jayne Mansfield, décédée en 1957 dans un accident de voiture terrible.

## Distinctions

### Nominations
- Berlinale 2012 : sélection officielle en compétition
- Festival international du film de Toronto 2012 : sélection « Gala Presentations »